# Lungo Drom Országos Cigány Érdekvédelmi és Polgári Szövetség
A Lungo Drom Országos Cigány Érdekvédelmi és Polgári Szövetség egyesületi formában működő országos roma érdekvédelmi civilszervezet, vezetője Farkas Flórián.

## Történelme
2012-ben ingyen kapott egy óvodaként működött józsefvárosi ingatlant a Lungo Drom Országos Cigány Érdekvédelmi és Polgári Szövetség. Az indoklás szerint a Lungo Drom Országos Cigány Érdekvédelmi és Polgári Szövetség – mint a legtámogatottabb cigány érdekvédelmi szervezet – közösségi céljainak megvalósítását segíti.
A Lungo Drom Országos Cigány Érdekvédelmi és Polgári Szövetség csatlakozott a 2012. október 23-i Békemenethez.
A 2016-ban a Civil Szervezetek Országos Névjegyzékében közzétett, 2015-re vonatkozó beszámoló szerint a Lungo Drom Országos Cigány Érdekvédelmi és Polgári Szövetségnek 28 millió forint bevétele volt.